# L'Effort camerounais
L'Effort camerounais est un journal catholique bilingue d'information, publié de manière bimensuelle, et affilié à la Conférence Épiscopale Nationale du Cameroun. 

## Historique et Fonctionnement
Voici un aperçu de ses caractéristiques principales:
- Date de création : 1955.
- Siège : Douala, Cameroun.

## Rôle et Influence
Le journal joue un rôle important dans la diffusion d'informations religieuses et sociales, tout en servant de plateforme pour les positions officielles de l'Église catholique au Cameroun.
Il a été dirigé par plusieurs figures importantes, dont le Cardinal Christian Tumi entre 1994 et une période indéterminée, ainsi que d'autres prêtres notables comme le Père Pierre Fertin (1955-1962) et l'Abbé André-Fils Mbem (depuis 2013).

## Autre Perspective Historique
L'ouvrage intitulé L'Effort camerounais ou la tentation d'une presse libre retrace l'histoire d'un hebdomadaire portant le même nom, actif entre 1965 et 1975. Ce livre explore les défis rencontrés par ce média dans son ambition de promouvoir une presse libre au Cameroun,.
Ainsi, L'Effort camerounais est à la fois un acteur religieux et historique majeur dans le paysage médiatique camerounais.